# PPG Paints Arena
PPG Paints Arena is een multifunctionele indoorarena in Pittsburgh, Pennsylvania, die dienst doet als thuisbasis voor de Pittsburgh Penguins van de National Hockey League (NHL).
De bouw werd voltooid op 1 augustus 2010 en de arena werd op tijd geopend voor het NHL-seizoen 2010–11. Het verving de voormalige arena van de Penguins, Civic Arena (voorheen bekend als Mellon Arena), die in 1961 werd voltooid. Kort na de opening van de arena in 2010 werd deze uitgeroepen tot "Beste nieuwe grote concertlocatie" in de Pollstar Concert Industry Awards . De arena heette oorspronkelijk de Consol Energy Center ( CEC ) . De huidige naam komt van het in Pittsburgh gevestigde PPG Industries, die naamrechten in oktober 2016 heeft gekocht.